# MR-500雷達

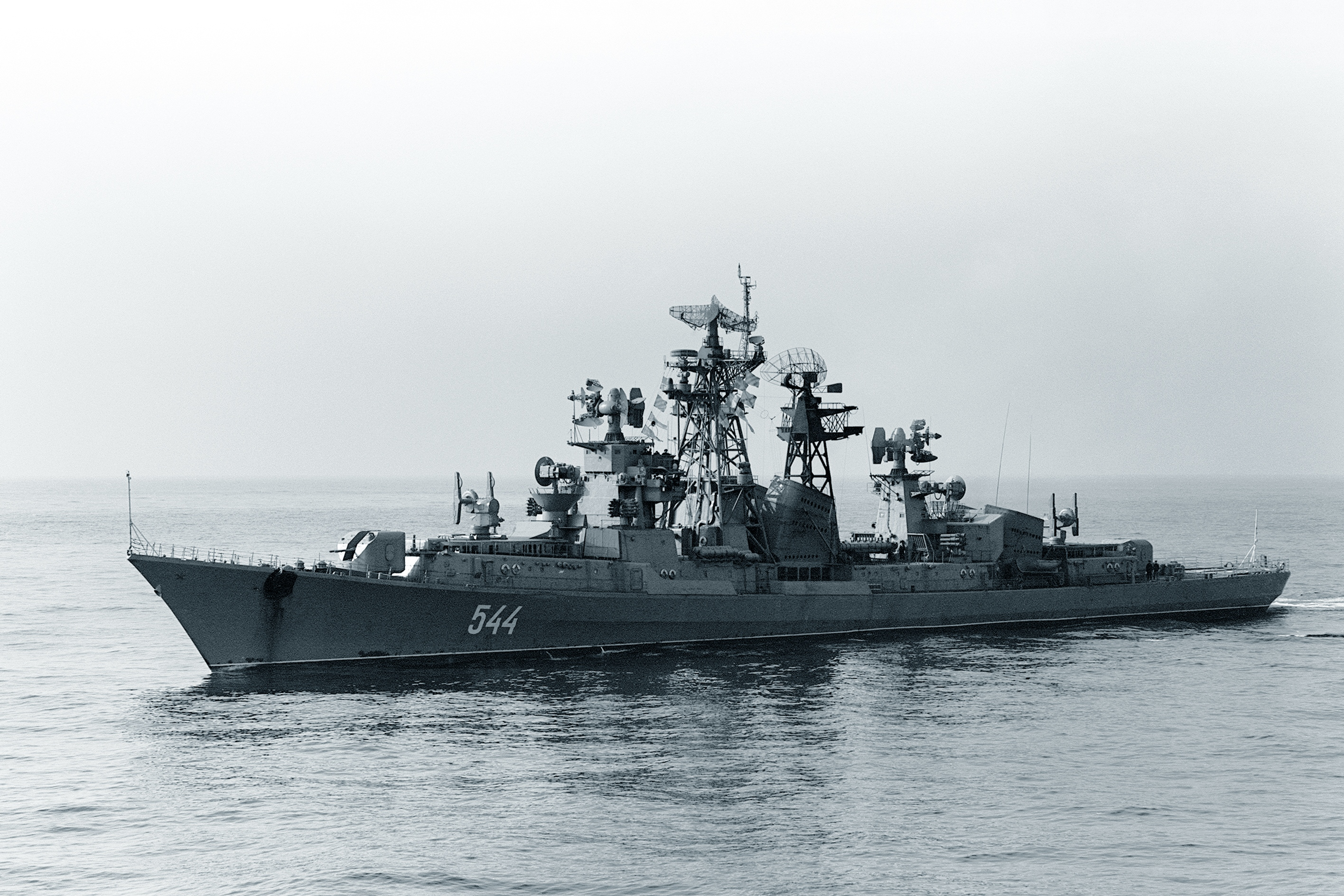
蘇聯海軍卡辛級（Kashin Class）驅逐艦的中央椲杆是MR-500雷達

MR-500雷達是蘇聯海軍使用於水面艦艇上的一款大型搜索雷達，蘇聯代號Kliver或是回音（Echo），北約代號大網（Big Net）。

## 歷史
MR-500雷達於1956年開始發展，基本架構來自蘇聯海軍使用的Kaktus雷達，1957年進入服役，安裝在卡辛級驅逐艦（Kashin Class）上，除了蘇聯海軍以外，也外銷到印度。這是蘇聯最後一款大型2維對空長程搜索雷達。

## 性能特點
MR-500採用可調節磁控管（Magnetron）產生訊號，行波管（TWT）用以放在回波，使用L-波段，對空中目標的偵測距離為270公里（對500公尺飛行高度的戰鬥機或是中型轟炸機），或是300公里（對飛行高度13公里的Yak-25攔截機）。最短偵測距離估計為0.9公里，天線轉速6.7到8.6轉/分。
為了對抗噪音干擾，MR-500雷達能夠在2至3秒以內將操作頻率切換到預設的5個頻率之一，以避開干擾訊號的影響。此外，為了降低盲速範圍，雷達的發射單元可以產生兩種不同的脈衝重覆率（PRF）。

## 外部連結
- Rajput Class Guided Missile Destroyer
- Russian Surface Radar Post 1945